# Gare de Montlouis
Ne doit pas être confondu avec Gare de Véretz - Montlouis.
La gare de Montlouis est une gare ferroviaire française de la ligne de Paris-Austerlitz à Bordeaux-Saint-Jean, située sur le territoire de la commune de Montlouis-sur-Loire, dans le département d'Indre-et-Loire, en région Centre-Val de Loire. C'est l'une des trois gares de la commune, avec la gare de Véretz - Montlouis et la gare d'Azay-sur-Cher.
C'est aujourd'hui une halte ferroviaire de la Société nationale des chemins de fer français (SNCF), desservie par des trains TER Centre-Val de Loire.

## Situation ferroviaire
Établie à 60 mètres d'altitude, la gare de Montlouis est située au point kilométrique (PK) 225,472 de la ligne de Paris-Austerlitz à Bordeaux-Saint-Jean, entre les gares ouvertes de Noizay et Saint-Pierre-des-Corps. Le viaduc de Montlouis (383 m) est situé juste après la gare en direction de Noizay.

## Services voyageurs

### Accueil
C'est un point d'arrêt non géré (PANG) à entrée libre, équipé de distributeurs de billets régionaux.

### Desserte
Montlouis est desservie par des trains TER Centre-Val de Loire qui effectuent des missions omnibus entre les gares de Blois - Chambord et de Tours, au nombre de 3,5 allers-retours en semaine, 1 le samedi et 0,5 le dimanche. En outre, une mission semi-directe Orléans - Tours dessert la halte le matin en semaine.

### Intermodalité
Un parc pour les vélos et un parking pour les véhicules y sont aménagés.